# 希呂河
47°01′20″N 8°56′58″E / 47.02222°N 8.94954°E

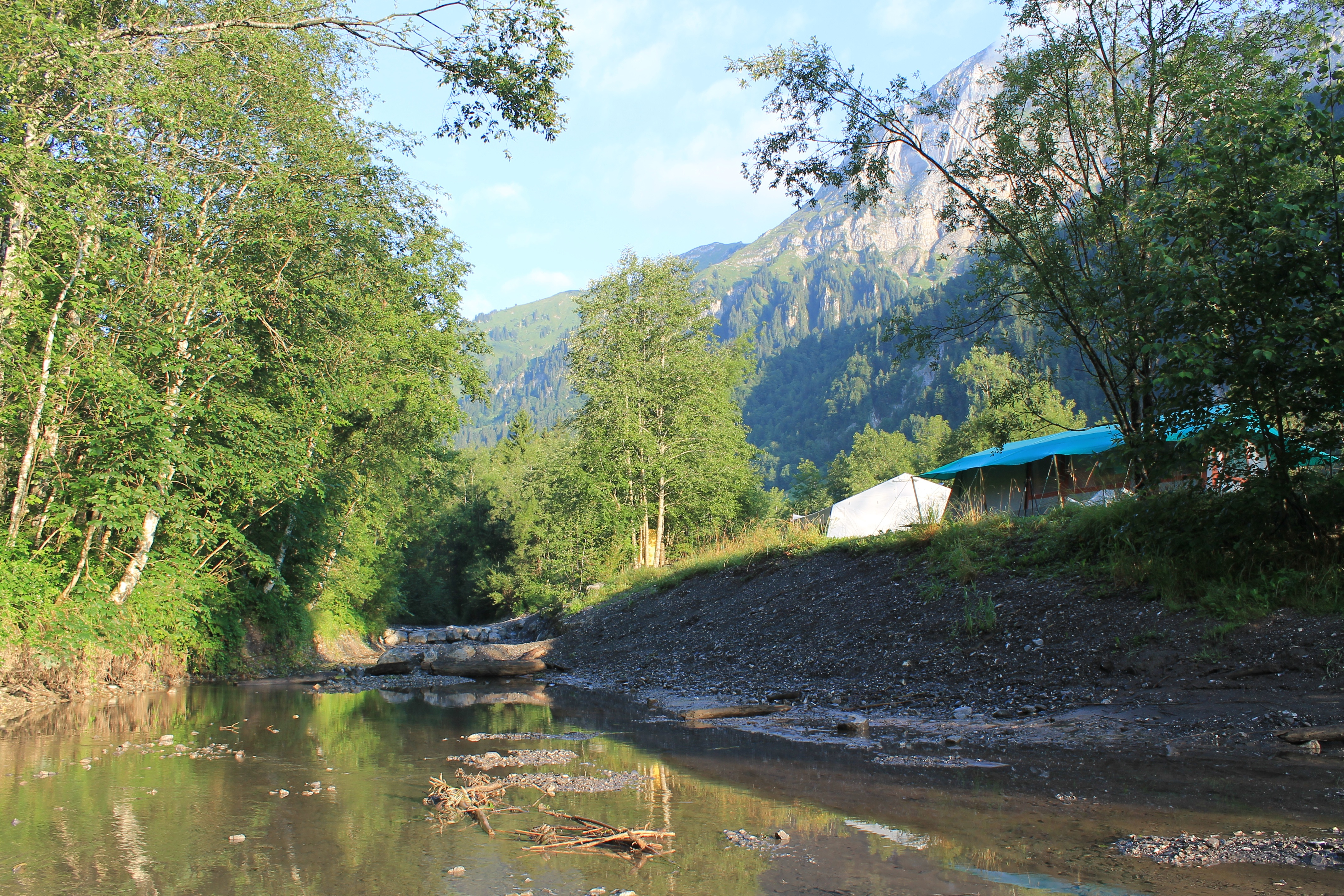

希呂河是瑞士的河流，位於該國中部，流經施維茨州和格拉魯斯州，河道全長8.3公里，流域面積53.6平方公里，最終注入克隆泰爾湖。